# Сен-Кристоф (Приморская Шаранта)
Сен-Кристо́ф (фр. Saint-Christophe) — коммуна во Франции, находится в регионе Пуату — Шаранта. Департамент коммуны — Приморская Шаранта. Входит в состав кантона Ла-Жарри. Округ коммуны — Ла-Рошель.
Код INSEE коммуны — 17315.

## Население
Население коммуны на 2010 год составляло 1230 человек.
| 1962 | 1968 | 1975 | 1982 | 1990 | 1999 | 2010 |
| ---- | ---- | ---- | ---- | ---- | ---- | ---- |
| 579  | 575  | 626  | 766  | 827  | 917  | 1230 |